# Норбужье
Норбужье — деревня в Кимрском районе Тверской области. Входит в состав Неклюдовского сельского поселения.

## География
Находится в юго-восточной части Тверской области на расстоянии приблизительно 31 км на север по прямой от районного центра города Кимры на правом берегу реки Медведица.

## История
Известна была с 1628 года как пустошь. В конце XVIII века упоминалась как деревня из 6 дворов, бывшее владение Ширинского монастыря. В 1859 году здесь (деревня Корчевского уезда Тверской губернии) был учтён 21 двор, в 1887 — 37.

## Население
Численность населения: 63 человека (1780-е годы), 81 (1806 год), 176 (1859), 217 (1887), 24 (русские 100 %) 2002 году, 16 в 2010.